# Грунвальд
Гру́нвальд, также Грюнвальд, (пол. Grunwald, нем. Grunwald/Grünfelde) — село в Острудском повете Варминьско-Мазурского воеводства Польши, центр гмины Грунвальд.
Население: 800 жителей (2006).
Расположено на холмах высотой до 230 метров в Мазурском поозёрье, в 17 км к юго-западу от города Ольштынек.

## История
Упоминается в письменных источниках с начала XIV века.
В 1410 году примерно в одном километре к юго-востоку по дороге в направлении Лодвигова (пол. Łodwigowo) на возвышенности находился обоз крестоносцев. 15 июля 1410 при Грюнвальде произошло крупное сражение, названное Грюнвальдской битвой.
На расстоянии двух километров на юго-восток от Грюнвальда между Стембарком (пол. Stębark), Лодвигово и Ульново (пол. Ulnowo) находится историческое поле битвы, в которой объединённое польско-литовское войско (около 29 тысяч воинов) под общим руководством короля польского Ягайло и Великого Князя Литовского Витовта разбило 21 тысячу крестоносцев Тевтонского ордена, возглавляемого великим магистром Ульрихом фон Юнгингеном.
14 августа — 2 сентября 1914 года произошла вторая битва под Грюнвальдом, известная как битва под Танненбергом по расположенной рядом деревне Танненберг (нем. Tannenberg, ныне Стембарк), которая была частью восточно-прусской операции 1914 года. В этой битве войска Германской империи разбили части Российской империи.
Немецкими войсками командовал будущий президент Германии Пауль фон Гинденбург, после смерти которого его тело было помещено в сооружённый ранее в Танненберге Танненбергский мемориал. Перед захватом Восточной Пруссии Красной Армией в ходе новой Восточно-Прусской операции в 1945 году мемориал был уничтожен немцами, а тела Гинденбурга и его жены перевезены в Марбург.